# The Dead Zone (película)
The Dead Zone (en España La zona muerta; en México Zona muerta) es una película de 1983 de suspenso y ciencia ficción basada en la novela homónima escrita por Stephen King. Dirigida por David Cronenberg, está protagonizada por Christopher Walken, Tom Skerritt, Martin Sheen, Herbert Lom, Brooke Adams, Anthony Zerbe, Ken Pogue y Colleen Dewhurst en sus papeles principales. La historia gira en torno a un maestro de escuela, Johnny Smith (Walken), que después de despertar de un coma, descubre que ha desarrollado poderes mentales.
La cinta obtuvo cuatro nominaciones y siete premios que incluyen el Premio Saturn a mejor película de terror (1984).

## Argumento
Johnny Smith (Walken) es un joven profesor de literatura de escuela de Nueva Inglaterra. Enamorado de su colega Sarah (Adams) sufre un serio accidente de tránsito que lo deja en coma. Despierta bajo el cuidado del neurólogo Weizak (Lom) y se considera afortunado cuando nota que no tiene vendas ni signos visibles de daños en su cuerpo. Sin embargo su situación se complica cuando le informan que han transcurrido casi cinco años desde el accidente y que su novia se ha casado con otro hombre.  
La transición de Johnny se hace más difícil cuando descubre que tiene la habilidad de conocer los secretos de las personas (pasado, presente y futuro) a través del contacto físico con otra persona. Ello le enfrenta a situaciones traumáticas y profundos dilemas éticos y morales: si es capaz de prever lo que puede suceder en el futuro, al darse cuenta de que existe una zona muerta en sus visiones, con sus acciones puede intervenir para cambiar el futuro. 
Su mayor desafío será descubrir que Greg Stillson (Sheen), un político con pocos escrúpulos, mediante diversas artimañas alcanzará la Presidencia de los Estados Unidos. Smith descubre que las acciones de Stillson en la presidencia desencadenarán una guerra nuclear. Por esa razón está decidido a detenerle antes de que eso llegue a ocurrir.

## Reparto
- Christopher Walken - Johnny Smith
- Brooke Adams - Sarah Bracknell
- Tom Skerritt - Sheriff Bannerman
- Herbert Lom - Dr. Sam Weizak
- Anthony Zerbe - Roger Stuart
- Colleen Dewhurst - Henrietta Dodd
- Martin Sheen - Greg Stillson
- Nicholas Campbell - Frank Dodd
- Sean Sullivan - Herb Smith
- Jackie Burroughs - Vera Smith
- Géza Kovács - Sonny Elliman
- Roberta Weiss - Alma Frechette
- Simon Craig - Chris Stuart

## Producción
Tras la realización de su anterior película, Videodrome (1983), que obtuvo una positiva acogida crítica pero no un mal resultado en taquilla, Cronenberg decidió trabajar en un proyecto menos personal y ambicioso: la adaptación de la novela de Stephen King The Dead Zone. Sería una de las primeras ocasiones en las que el guion de una de sus películas no estuvo escrito por Cronenberg. Los derechos de la sexta novela de King acabaron en manos de Dino De Laurentiis que ofreció el proyecto al director canadiense quien trabajó en la adaptación de la obra. King posteriormente manifestó su conformidad con el trabajo desempeñado por Cronenberg. En una de las secuencias más conocidas de la película Johnny Smith (Christopher Walken) recomienda a sus alumnos leer La Leyenda de Sleepy Hollow de Washington Irving. Walken interpretaría el papel del jinete sin cabeza, años después, en la película Sleepy Hollow (1999) dirigida por Tim Burton.

## Recepción
La cinta obtiene valoraciones positivas entre los críticos y portales de información cinematográfica. En FilmAffinity con 10 195 votos tiene una puntuación de 6.6 sobre 10. En IMDb con 62 113 votos obtiene una puntuación de 7.2 sobre 10. En el agregador de críticas Rotten Tomatoes obtiene una calificación de «fresco» para el 89 % de las 47 críticas profesionales y para el 76 % de las 36 420 puntuaciones de usuarios del portal.
Francisco Marinero en el diario El Mundo la considera «una de las historias más intrigantes y mejor elaboradas de Stephen King, al tiempo que es también una película realizada con talento y esmero». Juan Luis Caviaro en su reportaje para EspinOf indica que:

Al igual que «Scanners» (1981) y «Videodrome» (1983), pueden ser vistas perfectamente como los antecedentes de las mejores propuestas del moderno cine de superhéroes. Esas que, ambientadas en escenarios cotidianos y urbanos(...), apuestan más por los personajes y sus conflictos interiores, por el lado humano de los seres fantásticos, en lugar de centrarse en el espectáculo de los efectos visuales y la violencia estilizada.

Roger Ebert le otorgó en 1983 una calificación de 3.5 sobre 4 indicando «relata su historia con tanta fuerza a través de las vidas de gente simpática y creíble que no sólo nos olvidamos de los artificios, sino que los aceptamos». El mismo año Janet Maslin en The New York Times reseñó que «la dirección de Cronenberg es vívida y efectiva; el ritmo es poco enfático a veces, pero las escenas individuales de la película están muy bien escenificadas». Kim Newman en Empire (2006) la alabó incidiendo en que «abarca una temática realmente impactante». El semanario Variety (1983) indicó que se trata de «un thriller psicológico muy logrado (...) Interpretado de forma convincente por Christopher Walken».